# سیارک ۳۲۸۹۹
سیارک ۳۲۸۹۹ (به انگلیسی: 32899 Knigge، نامگذاری:1994PY1) سی و دو هزار و هشتصد و نود و نهمین سیارک کشف شده‌است که در ۴ اوت ۱۹۹۴ کشف شد.